# Raoul Grosparmi
Raoul Grosparmi, (ou encore Raoul Grosparmy, Raoul de Grosparmy, parfois déformé en Raoul Groppin ou Gropparin) fut un prélat français, évêque d'Orléans de 1308 à 1311.

## Biographie
Il ne faut pas le confondre avec Raoul de Grosparmy, évêque d'Évreux et cardinal, proche de saint Louis et mort à Tunis en 1270, qui pourrait avoir été son oncle ou un parent, car tous deux semblent appartenir au même lignage issu des seigneurs de Beuzeville et de Flers en Normandie.
Fidèle du roi Philippe IV le Bel, il fut nommé évêque d'Orléans en 1308 et participa la même année à l'enquête en destitution de Guichard, évêque de Troyes, accusé notamment d'avoir trempé dans l'empoisonnement de la reine Jeanne de Navarre.
Doté d'une fortune importante, il en lègue la plus grande partie à des chapitres et monastères de l'Orléanais et de Normandie dans son testament rédigé peu avant sa mort à un âge avancé, en 1311.
Sa tombe est découverte lors de fouilles archéologiques menées dans la cathédrale d'Orléans en 1937 ; elle contenait notamment deux émaux cloisonnés byzantins du XIe siècle.